# Zack Hemsey

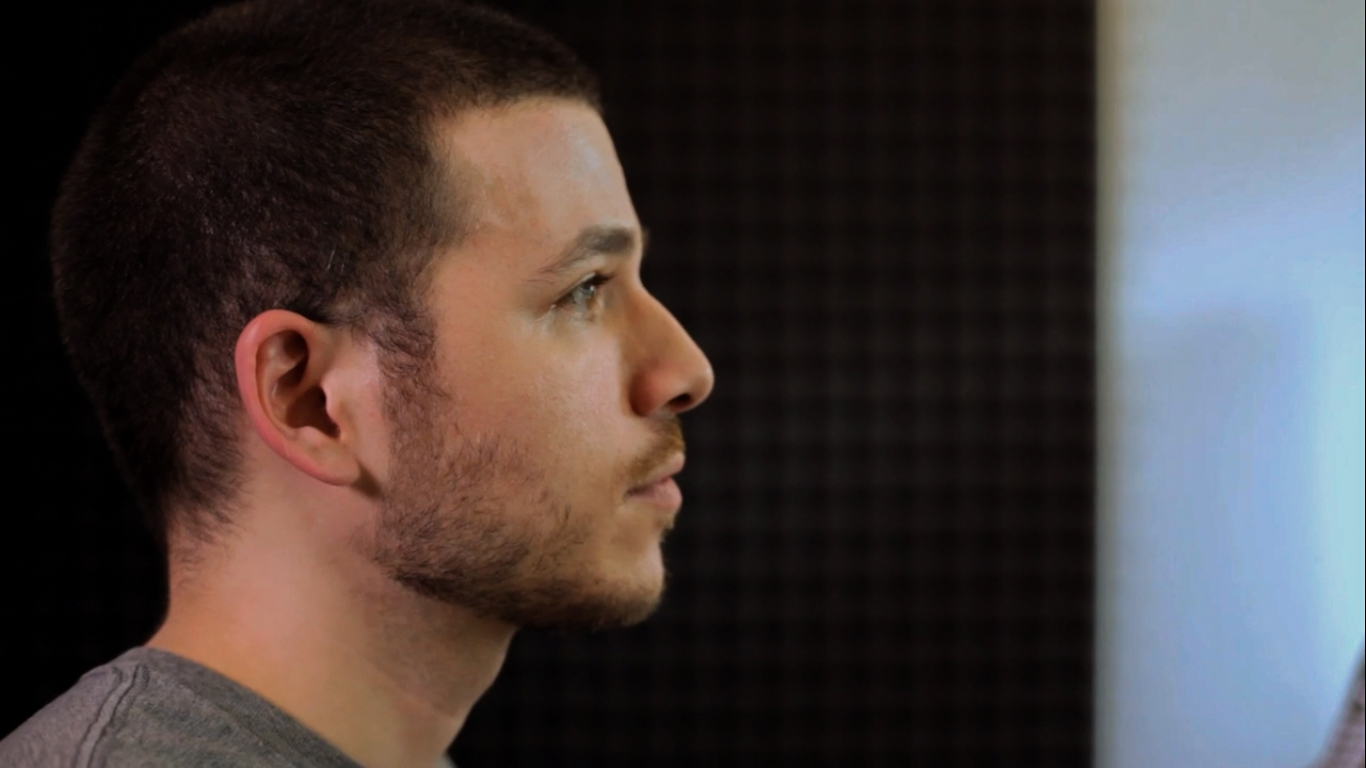
Zack Hemsey (2016)

Zack C. Hemsey (* 30. Mai 1983) ist ein US-amerikanischer Komponist und Musikproduzent, der insbesondere durch sein Musikstück Mind Heist im dritten Trailer des Thrillers Inception internationale Bekanntheit erlangte.

## Leben
Zack Hemsey wuchs mit seiner älteren Schwester Tara, einer homosexuellen Künstlerin, in New Jersey auf. Inspiriert durch Filmmusik und Metal wollte Hemsey früh Filmkomponist werden, weswegen er nach seinem Abschluss an der Palisades Park Junior - Senior High School von 2001 bis 2005 an der Rutgers University Musik und Philosophie studierte und mit Summa Cum Laude abschloss. Bereits während seines Studiums arbeitete er als Assistent bei RMI, bevor er von November 2005 bis August 2007 im Musikstudio The Lodge als Komponist arbeitete. Anschließend machte er sich als Komponist und Musiker selbstständig. Etwa zwei Jahre später beendete er auch sein Engagement bei Nine Leaves, einem Hip-Hop-Ensemble, das mit klassischer Musik arbeitete, bei dem er über zehn Jahre als Komponist und Lyriker tätig war.
International wurde Hemsey anschließend bekannt, nachdem sein Song Mind Heist für den dritten Trailer von Inception, einem Thriller von Christopher Nolan, ausgewählt wurde. Nachdem die Fernsehserie South Park den Song in der Folge „Messie-Syndrom“ (Insheeption) parodierte und auf YouTube mehrere Trailer anderer Filme, mit Mind Heist unterlegt, erschienen, zeigte sich Hemsey überrascht und dankbar, dass sein Song nicht nur „den Nerv der Menschen traf“, sondern sogar „kulturelle Auswirkungen“ hätte. Als dann der Filmkomponist Steve Jablonsky anschließend Teile von Mind Heist nahezu identisch für seinen eigenen Song It's Our Fight zum Soundtrack von Transformers 3 verwendete, meinte Hemsey, dass er es im ersten Moment als Kompliment verstand und stolz darauf war, dass ein solch bekannter Filmkomponist von seiner Arbeit inspiriert wurde, fand dann allerdings auch sehr deutliche Worte zu dem mutmaßlichen Plagiat.
Amüsiert zeigte sich Hemsey auch wiederholt über das Gerücht, dass er nicht existiere und lediglich ein Pseudonym Hans Zimmers sei.

## Filmografie (Auswahl)

### Filme
- 2007: 422
- 2007: Hunter & Hunted (Dokumentarserie, eine Episode)
- 2010: The Candidate
- 2011: New Prime
- 2011: Falling Skies – See What I've become
- 2014: The Equalizer - Vengeance (The Way, 2011)

### Trailer
- 2010: Inception – „Mind Heist“
- 2010: Robin Hood – „R.E.F. (Warrior's Lullabye)“
- 2010: The Town – Stadt ohne Gnade – „Redemption“
- 2011: Trust – „Changeling“
- 2012: Abraham Lincoln: Vampire Hunter – See What I've become (zum Teil)
- 2013: G.I. Joe – Die Abrechnung – See What I've become
- 2015: Die Bestimmung – Insurgent – See What I've become
- 2021: Tom Clancy's Ghost Recon Frontline – Don't Get in My Way

## Diskografie

### Alben
- 2006: Nine Leaves – Nine Leaves
- 2006: Nine Leaves – Nine Leaves (The Instrumentals)
- 2008: Nine Leaves – Peace in Death
- 2008: Nine Leaves – Peace in Death (The Instrumentals)
- 2010: Zack Hemsey – Empty Room
- 2011: Zack Hemsey – The Way
- 2013: Zack Hemsey – Ronin
- 2016: Zack Hemsey – Nomad
- 2018: Zack Hemsey – Goliath

### EPs
- 2011: Zack Hemsey – Mind Heist

### Singles
- 2010: Zack Hemsey – Empty Room (Trailer Version)
- 2010: Zack Hemsey – R.E.F. (Warrior’s Lullabye)
- 2011: Zack Hemsey – Changeling (New Beginnings)
- 2011: Zack Hemsey – Lifespan (Resurrection)
- 2011: Zack Hemsey – Revelations (Remix)